# La temporada del miracle
La temporada del miracle (títol original en anglès: The Miracle Season) és una pel·lícula estatunidenca de drama dirigida per Sean McNamara i protagonitzada per Erin Moriarty, Helen Hunt, William Hurt i Danika Yarosh. La pel·lícula està basada en la història real de l'equip de voleibol de l'Iowa City West High School després de la sobtada mort d'accident amb moto de la líder de l'equip, Caroline Found, el 2011. Es va estrenar als Estats Units el 6 d'abril de 2018. S'ha doblat al català.